# Chan Yung-jan
Dit is een Chinese naam; de familienaam is Chan.
Chan Yung-jan (Taipei, 17 augustus 1989) is een professioneel tennisspeelster uit Taiwan. Chan begon met tennis toen zij zes jaar oud was. Zij is de oudere zus van Chan Hao-ching. Haar favoriete ondergrond is hardcourt. Zij speelt rechtshandig en heeft een tweehandige backhand. Sinds januari 2018 schrijft zij zich op toernooien in onder het pseudoniem Latisha Chan.

## Loopbaan

### Enkelspel
In augustus 2004 werd zij prof en in 2005, tijdens het US Open, maakte zij haar debuut op de WTA-tour. Zij wist tot op heden(februari 2023) twee WTA-finales te bereiken, die zij echter beide verloor.

### Dubbelspel
Chan is in het dubbelspel succesvoller dan in het enkelspel. Zij won in de periode 2005–2008 met haar Taiwanese partner Chuang Chia-jung zeven toernooien, waaronder het toernooi van Rosmalen in 2007 en het Tier I-toernooi van Rome in 2008. Zij bereikten in 2007 tevens de finale van het Australian Open en het US Open. Na een periode met uiteenlopende dubbelspelpartners speelde Chan sinds 2012 voornamelijk samen met haar jongere zus Chan Hao-ching, met wie zij tot op heden(februari 2023) vijftien titels won, waaronder het Premier Five-toernooi van Cincinnati in 2015. Ook bereikte zij met Zheng Jie de finale op het Australian Open 2015. In de periode van februari tot en met oktober 2017 speelde Chan samen met de Zwitserse Martina Hingis – zij wonnen negen toernooien. Chan bereikte hiermee op de wereldranglijst een gedeelde eerste plaats, samen met Hingis. Na het eindejaarskampioenschap trok Hingis zich terug uit het beroepstennis. Sindsdien speelt Chan terug samen met haar zus, en andere partners.

#### Gemengd dubbelspel
In het gemengd dubbelspel bereikte Chan, samen met de Australiër Paul Hanley, de finale van het Australian Open van 2011. In 2018 won zij op Roland Garros de titel, met de Kroaat Ivan Dodig aan haar zijde. In 2019 herhaalden zij dit. In hetzelfde jaar won ze tevens Wimbledon, eveneens met Dodig.

### Tennis in teamverband
In de periode 2006–2020 maakte Chan deel uit van het Taiwanese Fed Cup-team – zij behaalde daar een winst/verlies-balans van 18–14.

## Posities op deWTA-ranglijst
Positie per einde seizoen:
| jaar | rang enkelspel | rang dubbelspel |
| ---- | -------------- | --------------- |
| 2004 | 489            | 373             |
| 2005 | 219            | 148             |
| 2006 | 96             | 119             |
| 2007 | 67             | 8               |
| 2008 | 68             | 17              |
| 2009 | 94             | 52              |
| 2010 | 109            | 18              |
| 2011 | 132            | 42              |
| 2012 | 106            | 72              |
| 2013 | 248            | 98              |
| 2014 | 212            | 36              |
| 2015 | 406            | 7               |
| 2016 | –              | 12              |
| 2017 | –              | 1               |
| 2018 | –              | 21              |
| 2019 | –              | 15              |
| 2020 | –              | 15              |
| 2021 | –              | 32              |
| 2022 | –              | 112             |

## Palmares
| Legenda                | Legenda                  |
| ---------------------- | ------------------------ |
| Grandslamtoernooi      |                          |
| Olympische Spelen      |                          |
| Year-End Championships |                          |
| tot 2009               | 2009 – 2020 / vanaf 2021 |
| Tier I                 | Premier Mandatory        |
| Tier II                | Premier Five / WTA 1000  |
| Tier III               | Premier / WTA 500        |
| Tier IV & V            | International / WTA 250  |
|                        | Challenger / WTA 125     |

### WTA-finaleplaatsen enkelspel
| nr.              | finale     | toernooi    | ondergrond | tegenstandster     | score         |         |
| ---------------- | ---------- | ----------- | ---------- | ------------------ | ------------- | ------- |
| gewonnen finales |            |             |            |                    |               |         |
| geen             |            |             |            |                    |               |         |
| verloren finales |            |             |            |                    |               |         |
| 1.               | 2007-10-14 | WTA Bangkok | hardcourt  | Flavia Pennetta    | 1-6, 3-6      | details |
| 2.               | 2014-11-09 | WTA Taipei  | tapijt (i) | Vitalia Djatsjenko | 6-1, 2-6, 4-6 | details |

### WTA-finaleplaatsen vrouwendubbelspel
| nr.              | finale     | toernooi          | ondergrond    | partner                   | tegenstandsters                                | score            |         |
| ---------------- | ---------- | ----------------- | ------------- | ------------------------- | ---------------------------------------------- | ---------------- | ------- |
| gewonnen finales |            |                   |               |                           |                                                |                  |         |
| 1.               | 2005-10-02 | WTA Seoel         | hardcourt     | Chuang Chia-jung          | Jill Craybas Natalie Grandin                   | 6-2, 6-4         | details |
| 2.               | 2007-02-18 | WTA Bangalore     | hardcourt     | Chuang Chia-jung          | Hsieh Su-wei Alla Koedrjavtseva                | 6-7, 6-2, [11-9] | details |
| 3.               | 2007-06-17 | WTA Birmingham    | gras          | Chuang Chia-jung          | Sun Tiantian Meilen Tu                         | 7-6, 6-3         | details |
| 4.               | 2007-06-23 | WTA Rosmalen      | gras          | Chuang Chia-jung          | Anabel Medina Garrigues Virginia Ruano Pascual | 7-5, 6-2         | details |
| 5.               | 2008-02-10 | WTA Pattaya       | hardcourt     | Chuang Chia-jung          | Hsieh Su-wei Vania King                        | 6-4, 6-3         | details |
| 6.               | 2008-05-18 | WTA Rome          | gravel        | Chuang Chia-jung          | Iveta Benešová Janette Husárová                | 7-6, 6-3         | details |
| 7.               | 2008-07-27 | WTA Los Angeles   | hardcourt     | Chuang Chia-jung          | Eva Hrdinová Vladimíra Uhlířová                | 2-6, 7-5, [10-4] | details |
| 8.               | 2009-09-27 | WTA Seoel         | hardcourt     | Abigail Spears            | Carly Gullickson Nicole Kriz                   | 6-3, 6-4         | details |
| 9.               | 2010-02-28 | WTA Kuala Lumpur  | hardcourt     | Zheng Jie                 | Anastasia Rodionova Arina Rodionova            | 6-7, 6-2, [10-7] | details |
| 10.              | 2013-01-05 | WTA Shenzhen      | hardcourt     | Chan Hao-ching            | Iryna Boerjatsjok Valerija Solovjeva           | 6-0, 7-5         | details |
| 11.              | 2013-09-27 | WTA Ningbo        | hardcourt     | Zhang Shuai               | Iryna Boerjatsjok Oksana Kalasjnikova          | 6-2, 6-1         | details |
| 12.              | 2014-06-21 | WTA Eastbourne    | gras          | Chan Hao-ching            | Martina Hingis Flavia Pennetta                 | 6-3, 5-7, [10-7] | details |
| 13.              | 2014-11-09 | WTA Taipei        | tapijt (i)    | Chan Hao-ching            | Chang Kai-chen Chuang Chia-jung                | 6-4, 6-3         | details |
| 14.              | 2015-02-15 | WTA Pattaya       | hardcourt     | Chan Hao-ching            | Shuko Aoyama Tamarine Tanasugarn               | 2-6, 6-4, [10-3] | details |
| 15.              | 2015-08-23 | WTA Cincinnati    | hardcourt     | Chan Hao-ching            | Casey Dellacqua Jaroslava Sjvedova             | 7-5, 6-4         | details |
| 16.              | 2015-09-20 | WTA Japan (Tokio) | hardcourt     | Chan Hao-ching            | Misaki Doi Kurumi Nara                         | 6-1, 6-2         | details |
| 17.              | 2016-02-14 | WTA Kaohsiung     | hardcourt     | Chan Hao-ching            | Eri Hozumi Miyu Kato                           | 6-4, 6-3         | details |
| 18.              | 2016-02-27 | WTA Doha          | hardcourt     | Chan Hao-ching            | Sara Errani Carla Suárez Navarro               | 6-3, 6-3         | details |
| 19.              | 2016-10-16 | WTA Hongkong      | hardcourt     | Chan Hao-ching            | Naomi Broady Heather Watson                    | 6-3, 6-1         | details |
| 20.              | 2017-02-05 | WTA Taiwan        | hardcourt (i) | Chan Hao-ching            | Lucie Hradecká Kateřina Siniaková              | 6-4, 6-2         | details |
| 21.              | 2017-03-18 | WTA Indian Wells  | hardcourt     | Martina Hingis            | Lucie Hradecká Kateřina Siniaková              | 7-6, 6-2         | details |
| 22.              | 2017-05-13 | WTA Madrid        | gravel        | Martina Hingis            | Tímea Babos Andrea Hlaváčková                  | 6-4, 6-3         | details |
| 23.              | 2017-05-21 | WTA Rome          | gravel        | Martina Hingis            | Jekaterina Makarova Jelena Vesnina             | 7-5, 7-6         | details |
| 24.              | 2017-06-25 | WTA Mallorca      | gras          | Martina Hingis            | Jelena Janković Anastasija Sevastova           | walk-over        | details |
| 25.              | 2017-07-01 | WTA Eastbourne    | gras          | Martina Hingis            | Ashleigh Barty Casey Dellacqua                 | 6-3, 7-5         | details |
| 26.              | 2017-08-19 | WTA Cincinnati    | hardcourt     | Martina Hingis            | Hsieh Su-wei Monica Niculescu                  | 4-6, 6-4, [10-7] | details |
| 27.              | 2017-09-10 | US Open           | hardcourt     | Martina Hingis            | Lucie Hradecká Kateřina Siniaková              | 6-3, 6-2         | details |
| 28.              | 2017-09-30 | WTA Wuhan         | hardcourt     | Martina Hingis            | Shuko Aoyama Yang Zhaoxuan                     | 7-6, 3-6, [10-4] | details |
| 29.              | 2017-10-08 | WTA Peking        | hardcourt     | Martina Hingis            | Tímea Babos Andrea Hlaváčková                  | 6-1, 6-4         | details |
| 30.              | 2017-10-15 | WTA Hongkong      | hardcourt     | Chan Hao-ching            | Lu Jiajing Wang Qiang                          | 6-1, 6-1         | details |
| 31.              | 2018-08-05 | WTA San Jose      | hardcourt     | Květa Peschke             | Ljoedmyla Kitsjenok Nadija Kitsjenok           | 6-4, 6-1         | details |
| 32.              | 2019-01-12 | WTA Hobart        | hardcourt     | Chan Hao-ching            | Kirsten Flipkens Johanna Larsson               | 6-3, 3-6, [10-6] | details |
| 33.              | 2019-02-16 | WTA Doha          | hardcourt     | Chan Hao-ching            | Anna-Lena Grönefeld Demi Schuurs               | 1-6, 6-3, [10-6] | details |
| 34.              | 2019-06-29 | WTA Eastbourne    | gras          | Chan Hao-ching            | Kirsten Flipkens Bethanie Mattek-Sands         | 2-6, 6-3, [10-6] | details |
| 35.              | 2019-09-21 | WTA Osaka         | hardcourt     | Chan Hao-ching            | Hsieh Su-wei Hsieh Yu-chieh                    | 7-5, 7-5         | details |
| verloren finales |            |                   |               |                           |                                                |                  |         |
| 1.               | 2006-10-08 | WTA Japan (Tokio) | hardcourt     | Chuang Chia-jung          | Vania King Jelena Kostanić                     | 6-7, 7-5, 2-6    | details |
| 2.               | 2007-01-28 | Australian Open   | hardcourt     | Chuang Chia-jung          | Cara Black Liezel Huber                        | 4-6, 7-6, 1-6    | details |
| 3.               | 2007-02-11 | WTA Pattaya       | hardcourt     | Chuang Chia-jung          | Nicole Pratt Mara Santangelo                   | 4-6, 6-7         | details |
| 4.               | 2007-03-18 | WTA Indian Wells  | hardcourt     | Chuang Chia-jung          | Lisa Raymond Samantha Stosur                   | 3-6, 5-7         | details |
| 5.               | 2007-05-26 | WTA Istanbul      | gravel        | Sania Mirza               | Agnieszka Radwańska Urszula Radwańska          | 1-6, 3-6         | details |
| 6.               | 2007-09-09 | US Open           | hardcourt     | Chuang Chia-jung          | Nathalie Dechy Dinara Safina                   | 4-6, 2-6         | details |
| 7.               | 2007-10-07 | WTA Stuttgart     | hardcourt (i) | Dinara Safina             | Květa Peschke Rennae Stubbs                    | 7-6, 6-7, [2-10] | details |
| 8.               | 2008-03-09 | WTA Bangalore     | hardcourt     | Chuang Chia-jung          | Peng Shuai Sun Tiantian                        | 4-6, 7-5, [8-10] | details |
| 9.               | 2008-05-24 | WTA Straatsburg   | gravel        | Chuang Chia-jung          | Tetjana Perebyjnis Yan Zi                      | 4-6, 7-6, [6-10] | details |
| 10.              | 2009-08-02 | WTA Stanford      | hardcourt     | Monica Niculescu          | Serena Williams Venus Williams                 | 4-6, 1-6         | details |
| 11.              | 2010-01-16 | WTA Hobart        | hardcourt     | Monica Niculescu          | Chuang Chia-jung Květa Peschke                 | 6-3, 3-6, [7-10] | details |
| 12.              | 2010-08-01 | WTA Stanford      | hardcourt     | Zheng Jie                 | Lindsay Davenport Liezel Huber                 | 5-7, 7-6, [8-10] | details |
| 13.              | 2012-02-12 | WTA Pattaya       | hardcourt     | Chan Hao-ching            | Sania Mirza Anastasia Rodionova                | 6-3, 1-6, [8-10] | details |
| 14.              | 2014-04-06 | WTA Charleston    | gravel        | Chan Hao-ching            | Anabel Medina Garrigues Jaroslava Sjvedova     | 6-7, 2-6         | details |
| 15.              | 2014-04-20 | WTA Kuala Lumpur  | hardcourt     | Zheng Saisai              | Tímea Babos Chan Hao-ching                     | 3-6, 4-6         | details |
| 16.              | 2015-01-30 | Australian Open   | hardcourt     | Zheng Jie                 | Bethanie Mattek-Sands Lucie Šafářová           | 4-6, 6-7         | details |
| 17.              | 2015-06-27 | WTA Eastbourne    | gras          | Zheng Jie                 | Caroline Garcia Katarina Srebotnik             | 6-7, 2-6         | details |
| 18.              | 2015-09-26 | WTA Tokio         | hardcourt     | Chan Hao-ching            | Garbiñe Muguruza Carla Suárez Navarro          | 5-7, 1-6         | details |
| 19.              | 2015-10-10 | WTA Peking        | hardcourt     | Chan Hao-ching            | Martina Hingis Sania Mirza                     | 7-6, 1-6, [8-10] | details |
| 20.              | 2016-06-25 | WTA Eastbourne    | gras          | Chan Hao-ching            | Darija Jurak Anastasia Rodionova               | 7-5, 6-7, [6-10] | details |
| 21.              | 2017-05-27 | WTA Straatsburg   | gravel        | Chan Hao-ching            | Ashleigh Barty Casey Dellacqua                 | 4-6, 2-6         | details |
| 22.              | 2018-01-12 | WTA Sydney        | hardcourt     | Andrea Sestini-Hlaváčková | Gabriela Dabrowski Xu Yifan                    | 3-6, 1-6         | details |
| 23.              | 2018-08-12 | WTA Montréal      | hardcourt     | Jekaterina Makarova       | Ashleigh Barty Demi Schuurs                    | 6-4, 3-6, [8-10] | details |
| 24.              | 2019-01-05 | WTA Brisbane      | hardcourt     | Chan Hao-ching            | Nicole Melichar Květa Peschke                  | 1-6, 1-6         | details |
| 25.              | 2021-02-07 | WTA Melbourne     | hardcourt     | Chan Hao-ching            | Barbora Krejčíková Kateřina Siniaková          | 3-6, 6-7         | details |
| 26.              | 2023-02-25 | WTA Dubai         | hardcourt     | Chan Hao-ching            | Veronika Koedermetova Ljoedmila Samsonova      | 4-6, 7-6, [1-10] | details |

### Finaleplaatsen gemengd dubbelspel
| nr.              | finale     | toernooi        | ondergrond | partner     | tegenstanders                     | score            |         |
| ---------------- | ---------- | --------------- | ---------- | ----------- | --------------------------------- | ---------------- | ------- |
| gewonnen finales |            |                 |            |             |                                   |                  |         |
| 1.               | 2018-06-07 | Roland Garros   | gravel     | Ivan Dodig  | Gabriela Dabrowski Mate Pavić     | 6-2, 6-7, [10-8] | details |
| 2.               | 2019-06-07 | Roland Garros   | gravel     | Ivan Dodig  | Gabriela Dabrowski Mate Pavić     | 6-1, 7-6         | details |
| 3.               | 2019-07-14 | Wimbledon       | gras       | Ivan Dodig  | Jeļena Ostapenko Robert Lindstedt | 6-2, 6-3         | details |
| verloren finales |            |                 |            |             |                                   |                  |         |
| 1.               | 2011-01-30 | Australian Open | hardcourt  | Paul Hanley | Katarina Srebotnik Daniel Nestor  | 3-6, 6-3, [7-10] | details |

## Resultaten grandslamtoernooien
| Legenda | Legenda                          |
| ------- | -------------------------------- |
| g.t.    | geen toernooi gehouden           |
| l.c.    | lagere categorie                 |
| –       | niet deelgenomen                 |
| G       | uitgeschakeld in de groepsfase   |
| 1R      | uitgeschakeld in de eerste ronde |
| 2R      | uitgeschakeld in de tweede ronde |
| 3R      | uitgeschakeld in de derde ronde  |
| 4R      | uitgeschakeld in de vierde ronde |
| KF      | uitgeschakeld in de kwartfinale  |
| HF      | uitgeschakeld in de halve finale |
| F       | de finale verloren               |
| W       | het toernooi gewonnen            |
| w-v     | winst/verlies-balans             |

### Enkelspel
| toernooi        | 2005 | 2006 | 2007 | 2008 | 2009 | 2010 | 2011 | 2012 | 2013 | 2014 |
| --------------- | ---- | ---- | ---- | ---- | ---- | ---- | ---- | ---- | ---- | ---- |
| Australian Open | –    | –    | 1R   | 1R   | 2R   | 1R   | –    | –    | 2R   | 1R   |
| Roland Garros   | –    | –    | 1R   | 1R   | –    | 1R   | 3R   | 2R   | –    | –    |
| Wimbledon       | –    | 1R   | 1R   | 1R   | 1R   | 2R   | –    | –    | –    | –    |
| US Open         | 1R   | 1R   | 1R   | 2R   | –    | 3R   | 1R   | –    | –    | 1R   |

### Vrouwendubbelspel
| toernooi        | 2007 | 2008 | 2009 | 2010 | 2011 | 2012 | 2013 | 2014 | 2015 | 2016 | 2017 | 2018 | 2019 | 2020 | 2021 | 2022 | 2023 |
| --------------- | ---- | ---- | ---- | ---- | ---- | ---- | ---- | ---- | ---- | ---- | ---- | ---- | ---- | ---- | ---- | ---- | ---- |
| Australian Open | F    | 3R   | 1R   | 3R   | 3R   | –    | 1R   | 1R   | F    | KF   | 1R   | KF   | KF   | HF   | 1R   | –    | 2R   |
| Roland Garros   | KF   | KF   | –    | 3R   | 3R   | 3R   | –    | 2R   | 3R   | KF   | HF   | 2R   | 2R   | –    | 3R   | 3R   |      |
| Wimbledon       | 3R   | 1R   | 1R   | 1R   | 2R   | 1R   | –    | 1R   | 1R   | 2R   | KF   | 2R   | 3R   | g.t. | KF   | 1R   |      |
| US Open         | F    | 1R   | 2R   | HF   | 1R   | 1R   | 1R   | 2R   | KF   | 2R   | W    | 2R   | 2R   | –    | –    | 1R   |      |

### Gemengd dubbelspel
| Australian Open | –  | KF | –  | F  | –  | –  | 1R | KF | 2R | 2R | 1R | KF   | 1R | –  | 1R |
| Roland Garros   | 1R | 1R | 2R | 2R | –  | –  | KF | KF | 1R | W  | W  | g.t. | 1R | –  |    |
| Wimbledon       | 3R | 3R | KF | HF | –  | 1R | 2R | 3R | –  | KF | W  | g.t. | 3R | 2R |    |
| US Open         | 2R | 1R | KF | 2R | 2R | HF | HF | HF | 2R | 2R | HF | g.t. | –  | –  |    |